# The Banquet
The Banquet es una película dramática china estrenada en 2006. La cinta fue dirigida por Feng Xiaogang y protagonizada por Zhang Ziyi, Ge You, Daniel Wu y Zhou Xun. Está levemente basada en Hamlet de William Shakespeare y en Ghosts de Henrik Ibsen. La película ha recibido reseñas mixtas por parte de la crítica especializada, con un índice de aprobación del 36% en el sitio Rotten Tomatoes.

## Sinopsis
El gran Emperador es asesinado por su propio hermano con el fin de usurpar su trono y tomar como esposa a la Emperatriz. Wu Luan, el príncipe heredero, debe regresar y componer la situación, vengándose de la muerte de su padre y reclamando un trono que le corresponde por propia herencia. 

## Reparto
- Zhang Ziyi como Wan.
- Ge You como Li.
- Daniel Wu como Wu Luan.
- Zhou Xun como Qing.
- Ma Jingwu como Yin Taichang.
- Huang Xiaoming como Yin Sun.
- Zhou Zhonghe como Lord Chamberlain.
- Zeng Qiusheng como Pei Hong.
- Xu Xiyan como Ling.
- Aaron Shang como Jiang Lei.